# Стівен Моффат
Стівен Моффат (англ. Steven Moffat; 18 листопада 1961) — шотландський телевізійний сценарист, режисер та продюсер. Найбільш відомий як шоуранер, сценарист і виконавчий продюсер науково-фантастичного телесеріалу «Доктор Хто» та сучасного кримінального драматичного телесеріалу «Шерлок», заснованого на оповіданнях Артура Конан Дойла про Шерлока Холмса. У 2015 році Моффат став офіцером ордена Британської імперії за заслуги в драматургії.
Першою телевізійною роботою Моффата був підлітковий серіал «Юнкори» (Press Gang). Свій перший ситком «Жарти жартами» (Joking Apart) Моффат створив під впливом розлучення. У 1990-х, на основі власного досвіду вчителя англійської мови, він написав серіал «Крейда» (Chalk). Як багаторічний шанувальник «Доктора Хто», Моффат написав комедійний скетч «Прокляття фатальної смерті» для благодійного телемарафону Comic Relief, який вийшов в ефір на початку 1999 року. На початку 2000-х, під впливом нових стосунків із продюсеркою Сью Верту, він написав ситком «Спарювання» (Coupling).
У березні 2004 року було оголошено, що Моффат стане одним зі сценаристів відродженого серіалу «Доктор Хто». Він написав шість епізодів під керівництвом виконавчого продюсера Рассела Т. Девіса, які виходили в ефір з 2005 по 2008 рік. Сценарії Моффата в цю епоху принесли йому три премії Г'юго, премії BAFTA Craft і BAFTA Cymru. Поміж цим він писав і продюсував сучасний драматичний серіал «Джекіл», заснований на повісті «Химерна пригода з доктором Джекілом та містером Гайдом». 2009 року Моффат змінив Девіса на посаді шоуранера, головного сценариста та виконавчого продюсера «Доктора Хто». Приблизно в той же час він відмовився від контракту з режисером Стівеном Спілбергом на створення трилогії, заснованої на персонажі на ім'я Тінтін художника Ерже; частина сценарію, який він написав, була використана у фільмі Спілберга «Пригоди Тінтіна», який зрештою вийшов у 2011 році.
Моффат працював шоуранером «Доктора Хто» та «Шерлока» практично одночасно. Він отримав ще одну премію Г'юго за роботу для «Доктора Хто», а робота над «Шерлоком» принесла йому премію BAFTA Craft і дві прайм-тайм премії Emmy. У січні 2016 року Моффат оголосив, що піде у відставку з «Доктора Хто» після шести сезонів; четвертий і останній серіал «Шерлока» вийшов в ефір у січні 2017 року. У березні 2019 року Моффат розпочав виробництво серіалу «Дракула», заснованого на романі Брема Стокера, на замовлення BBC One та Netflix і вперше вийшов на BBC One у січні 2020 року.

## Біографія
Моффат народився у місті Пейслі у Шотландії, де закінчив школу Camphill. Потім навчався в Університеті Глазго, брав участь у роботі студентської телестанції Glasgow University Student Television. Після здобуття диплому магістра він три з половиною роки працював викладачем англійської мови у місті Грінок. У 1980-х він написав п'єсу «Гарячі точки», яку поставили 1985 року на фестивалі в Glasgow Mayfest та на Edinburgh Festival Fringe, і мюзикл під назвою Knifer.
Був одружений двічі. Перша дружина пішла від нього, що стало поштовхом до написання серіалу «Жарти жартами». Свою другу дружину, Сью Верту, Моффат зустрів на Единбурзькому міжнародному телефестивалі 1996 року. На той момент вона працювала у компанії Tiger Aspect. Андре Птажинський та Пітер Беннетт-Джонс звели їх разом. Зараз у пари двоє дітей: Джошуа та Льюїс.
Моффат атеїст.

## Кар'єра

### «Юнкори»
Його батько, Біл Моффат, був директором школи у місті Джонстон, Ренфрюшир. Коли в цій школі відбувалися зйомки серіалу «Шосе» наприкінці 1980-х, він сказав продюсерам, що в нього є ідея для серіалу про шкільну газету. Продюсери попросили описати сюжет, на що Біл Моффат погодився, зазначивши, що автор сценарію — його син. Продюсер Сандра Гесті сказала, що «це найкращий дебютний сценарій», який вона будь-коли читала.
Серіал, який було знято за цим сценарієм, отримав назву «Юнкори» і виходив протягом п'яти сезонів на каналі ITV. Головні ролі виконали Джулія Савалья та Декстер Флетчер. Моффат написав усі 43 епізоди. Серіал виграв премію BAFTA за другий сезон.
Під час роботи над другим сезоном «Юнкорів» Моффат розлучився зі своєю першою дружиною, через що дуже непокоївся. Продюсер серіалу навіть телефонував його друзям, щоб дізнатися, як він почувається. Коханця його дружини було відтворено в одному з епізодів серіалу (персонаж Браян Меґбой у виконанні Саймона Шатцберґера).

### «Жарти жартами»

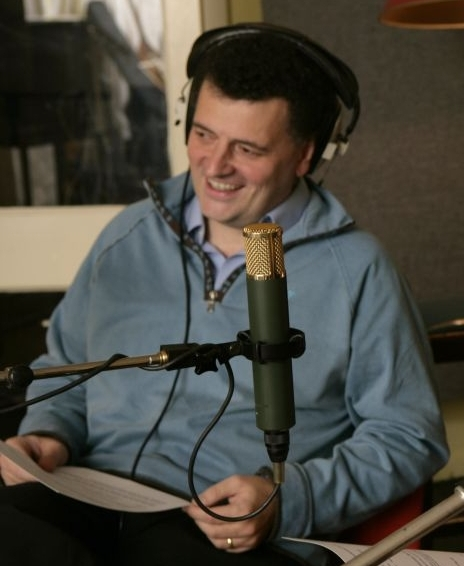
Моффат записує коментарі для видання DVD серіалу «Жарти жартами» (2006)

На 1990 рік Моффат написав два сезони «Юнкорів», але чималі видатки на зйомки серіалу та зміни в керівництві ITV поставили його продовження під сумнів. Поки Моффат непокоївся через своє майбутнє працевлаштування, режисер «Юнкорів» Боб Спірс домовився з продюсером Андре Птажинським про створення ситкому. Натхненний своїм учительським досвідом, Моффат запропонував зробити програму про школу, яка зрештою стала серіалом «Крейда», котрий вийшов 1997 року.
Під час однієї із зустрічей у Groucho Club Птажинський зауважив, як емоційно Моффат розповідає про своє розлучення і запропонував написати серіал на цю тему замість шкільної. Після цього у Моффата виникла ідея серіалу про «сценариста ситкомів, якого покинула дружина». Моффат написав два сезони серіалу «Жарти жартами», які зрежисував Боб Спірс. Серіал здобув премію фестивалю Золота троянда,, а також був номінований на Еммі. В одному з інтерв'ю Моффат сказав, що «серіал триває навіть довше, ніж тривав мій шлюб» Фіона Гілліс, яка виконувала головну роль, сказала, що знала, що деякі з її діалогів були засновані на реальних розмовах Моффата зі своєю дружиною під час розлучення.
Розповідаючи про автобіографічні елементи серіалу, Моффат пожартував, що його дружина не залишила його заради агента з нерухомості — вона і була агентом з нерухомості. Наступний ситком Моффата «Спарювання» також було засновано на фактах його біографії. Для одного з персонажів «Спарювання» Моффат зберіг прізвище Тейлор, яке використовував і в серіалі «Жарти жартами».

### «Крейда» та «Спарювання»
1997 року Птажинський нарешті спродюсував серіал «Крейда», котрий Моффат написав іще на початку десятиліття. Серіал було засновано на трирічному перебуванні Моффата на посаді вчителя. Працівники студії настільки позитивно відреагували на перший сезон, що BBC продовжила серіал іще до того, як він вийшов в ефір. Утім, критики сприйняли серіал із меншим ентузіазмом.
Після одруження Сью Верту попросила його написати комедію, і він вирішив покласти в її основу історію їхніх стосунків. «Спарювання» вперше вийшло на BBC 2000 року. Серіал став досить успішним і йшов до 2004 року. Всього було знято 28 епізодів, усі за авторством Моффата.

### «Джекіл», «Тінтін» та «Шерлок»
Моффат написав сценарій до серіалу компанії Hartswood Films «Джекіл» — сучасної версії «Дивної історії доктора Джекіла і містера Хайда», який вийшов на BBC One у червні-липні 2007.
У жовтні 2007 року стало відомо, що Моффат напише сценарії до кінотрилогії Пригоди Тінтіна, режисерами якої мають виступити Стівен Спілберг та Пітер Джексон. Сценарист мав завершити роботу над усіма трьома частинами ще до повернення до роботи над Доктором Хто, але втручання страйку Гільдії сценаристів США означало, що він може підписати контракт тільки на один повний фільм.
У липні 2008 в Daily Mail було наведено його слова: «Я не міг працювати над другим „Тінтіном“ і над „Доктором Хто“ одночасно, тому я обрав „Доктора Хто“». За словами Моффата, Спілберг поставився з розумінням до його вибору. Сценарій завершили Едгар Райт і Джо Корніш.
Моффат залишився сценаристом «Hartswood Films» навіть після того, як став головним сценаристом «Доктора Хто». Під час мандрівки з Лондона до Кардіффа на зйомки «Доктора Хто» Моффат і Марк Гаттіс вирішили осучаснити історію Шерлока Холмса. Зрештою, вони створили серіал під назвою «Шерлок». Бенедикта Камбербетча було обрано на роль Холмса, а Мартіна Фрімана — на роль Ватсона. У січні 2009 було знято 60-хвилинний пілотний епізод. Його не транслювали, натомість в ефір вийшли три 90-хвилинні епізоди. Моффат написав сценарій до першого з них — «Етюду у рожевих тонах», який вийшов 25 липня 2010 на BBC One і BBC HD. Другий сезон вийшов у січні 2012, і Моффат знову написав один епізод — «Скандал у Белгравії». Виробництво третього сезону заплановано на початок 2013 року.

### «Доктор Хто»
Моффат, змалку великий фан серіалу «Доктор Хто», вперше на професійному рівні зітнувся з серіалом, написавши новелу «Нескінченні помилки», яку було опубліковано 1996 року. Моффат також написав сценарій до пародійного фільму 1999 року «Прокляття фатальної смерті», який вийшов як частина Comic Relief. Співпродюсером тогорічного Comic Relief стала Сью Верту.
2004 року Моффата запросили написати сценарії до поновленого серіалу. The Guardian описав його епізоди як «найтемніші, найрозумніші» з перших чотирьох сезонів. До першого сезону Стівен написав історію з двох епізодів «Порожня дитина»/«Доктор танцює». У коментарях на DVD він сказав, що чекав 40 років, щоб побачити своє ім'я на тлі цієї музики. У другому сезоні вийшов епізод Моффата: «Дівчина в каміні», а в третьому — «Кліп-кліп». Ці два епізоди були номіновані на Премію Неб'юла. Загалом, за роботу над серіалом «Доктор Хто» сценарист три роки поспіль отримував премію Г'юґо. Також він написав спеціальний епізод «Аварія в часі» для передачі «Діти у злиднях».
Для четвертого сезону Моффат написав двосерійну історію «Тиша у Бібліотеці»/«Ліс мертвих». Таким чином, він, поряд із головним сценаристом серіалу Расселом Девісом, — єдиний автор, що писав сценарії до всіх чотирьох сезонів серіалу. У березні 2008 року Девіс сказав, що він часто редагував сценарії інших письменників, але жодного разу «не змінив ані слова» зі сценаріїв Моффата. 2008 року Стівен отримав четверту поспіль номінацію на Г'юґо, але цього разу не здобув її.
У травні 2008 року BBC анонсувала, що з п'ятого сезону Стівен Моффат стане головним сценаристом та виконавчим продюсером серіалу. Після цього він узяв участь у кастингу Метта Сміта на роль Одинадцятого Доктора. Перша поява Сміта у серіалі відбулась у короткій сцені після регенерації Доктора наприкінці останнього епізоду Рассела Девіса та Девіда Теннанта Кінець часу. Хоча автором сценарію до епізоду був Девіс, він дозволив Моффату власноруч написати першу сцену за участю нового Доктора. Перший повний епізод за авторством Стівена Моффата вийшов 3 квітня 2010 року.
Восени 2013 року планується до випуску документальний фільм «Пригода в просторі та часі» про історію створення серіалу «Доктор Хто». Стівен Моффат виступив виконавчим продюсером цього фільму.

## Сценарії
| Продукт                    | Зауваження                                                         | Канал             |
| -------------------------- | ------------------------------------------------------------------ | ----------------- |
| Юнкори                     | 43 епізоди (1989—1993)                                             | ITV               |
| Stay Lucky                 | 1 епізод (1990)                                                    | ITV               |
| Жарти жартами              | 13 епізодів (1991—1995)                                            | BBC Two           |
| Murder Most Horrid         | 3 епізоди                                                          | BBC2              |
| Крейда                     | 12 епізодів (1997)                                                 | BBC1              |
| Прокляття фатальної смерті | Спецепізод для Comic Relief (1999)                                 | BBC One           |
| Спарювання                 | 28 епізодів (2000—2004)                                            | BBC Two BBC Three |
| Доктор Хто                 | 47 епізодів, 4 міні-епізоди                                        | BBC One           |
| Джекіл                     | 6 епізодів (2007)                                                  | BBC One           |
| Шерлок                     | 7 епізодів                                                         | BBC One           |
| Пригоди Тінтіна            | Мультфільм (у співавторстві з Едгаром Райтом і Джо Корнішем, 2011) | N/A               |

## Нагороди і номінації
| Рік  | Нагорода                                     | Робота                                                   | Категорія | Результат | Посилання     |
| ---- | -------------------------------------------- | -------------------------------------------------------- | --- | --------- | ------------- |
| 1991 | BAFTA                                        | Юнкори                                                   | Найкраща дитяча програма (Розважальна/Драма)                                                                      | Перемога  | [ 42 ]        |
| 1991 | Royal Television Society Awards              | Юнкори                                                   | Найкраща дитяча програма                                                                                          | Перемога  | [ 43 ] [ 44 ] |
| 1992 | BAFTA                                        | Юнкори                                                   | Найкраща дитяча програма                                                                                          | Номінація | [ 42 ]        |
| 1995 | Золота троянда                               | Жарти жартами                                            | Комедія | Перемога  | [ 44 ]        |
| 2003 | British Comedy Awards                        | Спарювання                                               | Найкраща теле-комедія                                                                                             | Перемога  | [ 45 ]        |
| 2006 | Г'юго                                        | Доктор Хто: «Порожня дитина»/«Доктор танцює»             | Найкраща драма, мала форма                                                                                        | Перемога  | [ 46 ] [ 47 ] |
| 2006 | Неб'юла                                      | Доктор Хто: «Дівчина в каміні»                           | Найкращий сценарій                                                                                                | Номінація | [ 36 ]        |
| 2007 | Г'юго                                        | Доктор Хто: «Дівчина в каміні»                           | Найкраща драма, мала форма                                                                                        | Перемога  | [ 48 ]        |
| 2007 | Премія Гільдії письменників Великої Британії | Доктор Хто, третій сезон                                 | Найкращий серіал (разом із Крісом Чібноллом, Полом Корнелом, Расселом Девісом, Гелен Рейнор та Гаретом Робертсом) | Перемога  | [ 49 ]        |
| 2007 | Премія Неб'юла                               | Доктор Хто: «Кліп-кліп»                                  | Найкращий сценарій                                                                                                | Номінація | [ 36 ]        |
| 2008 | BAFTA                                        | Доктор Хто: «Кліп-кліп»                                  | Найкращий сценарист                                                                                               | Перемога  |               |
| 2008 | Г'юго                                        | Доктор Хто: «Кліп-кліп»                                  | Найкраща драма, мала форма                                                                                        | Перемога  | [ 50 ]        |
| 2008 | БАФТА Уельс                                  | Доктор Хто: «Кліп-кліп»                                  | Найкращий сценарист                                                                                               | Перемога  |               |
| 2008 | БАФТА Шотландія                              | Доктор Хто                                               | Сценарії у кіно чи телебаченні                                                                                    | Номінація |               |
| 2009 | Г'юго                                        | Доктор Хто: «Тиша у Бібліотеці»/«Ліс мертвих»            | Найкраща драма, мала форма                                                                                        | Номінація | [ 51 ]        |
| 2009 | Премія Гільдії письменників Великої Британії | Доктор Хто, четвертий сезон                              | Драматичний серіал (з Расселом Девісом)                                                                           | Номінація | [ 52 ]        |
| 2011 | Г'юго                                        | Доктор Хто: «Пандорика відкривається»/«Великий вибух»    | Найкраща драма, мала форма                                                                                        | Перемога  | [ 53 ]        |
| 2011 | Г'юго                                        | Доктор Хто: «Різдвяна історія»                           | Найкраща драма, мала форма                                                                                        | Номінація | [ 54 ]        |
| 2011 | Еммі                                         | Шерлок: «Етюд у рожевих тонах»                           | Сценарій до мінісеріалу                                                                                           | Номінація | [ 55 ]        |
| 2011 | Супутник                                     | Пригоди Тінтіна (разом з Едгаром Райтом та Джо Корнішем) | Найкращий адаптований сценарій                                                                                    | Номінація |               |
| 2012 | Енні                                         | Пригоди Тінтіна (разом з Едгаром Райтом та Джо Корнішем) | Сценарій мультфільму                                                                                              | Номінація | [ 56 ]        |
| 2012 | Г'юго                                        | Доктор Хто: «Хороша людина іде на війну»                 | Найкраща драма, мала форма                                                                                        | Номінація | [ 57 ]        |
| 2012 | BAFTA                                        | Шерлок: «Скандал у Белгравії»                            | Найкращий сценарій                                                                                                | Перемога  | [ 58 ] [ 59 ] |
| 2012 | BAFTA                                        | Н/Д                                                      | Спеціальна нагорода                                                                                               | Перемога  | [ 60 ]        |
| 2012 | Еммі                                         | Шерлок: «Скандал у Белгравії»                            | Сценарій до мінісеріалу                                                                                           | Номінація | [ 61 ]        |
| 2013 | Г'юго                                        | Доктор Хто: «Притулок далеків»                           | Найкраща драма, мала форма                                                                                        | Номінація |               |
| 2013 | Г'юго                                        | Доктор Хто: «Янголи захоплюють Мангеттен»                | Найкраща драма, мала форма                                                                                        | Номінація |               |
| 2013 | Г'юго                                        | Доктор Хто: «Сніговики»                                  | Найкраща драма, мала форма                                                                                        | Номінація |               |
| 2014 | Г'юго                                        | Доктор Хто: «Ім'я Доктора»                               | Найкраща драма, мала форма                                                                                        | Номінація |               |
| 2014 | Г'юго                                        | Doctor Who: «День Доктора»                               | Найкраща драма, мала форма                                                                                        | Номінація |               |
| 2014 | Прайм-тайм премія «Еммі»                     | Шерлок: «Його остання клятва»                            | Видатний сценарій міні-серіалу, фільму чи драматичного спецепізоду                                                | Перемога  |               |
| 2015 | Премія Брема Стокера                         | Доктор Хто: «Слухай»                                     | Найвищі досягнення у сценарній майстерності                                                                       | Номінація | [ 62 ]        |
| 2015 | Г'юго                                        | Доктор Хто: «Слухай»                                     | Найкраща драма, мала форма                                                                                        | Номінація | [ 63 ]        |
| 2015 | БАФТА Шотландія                              | Доктор Хто                                               | Найкращий письменник — кіно або телебачення                                                                       | Номінація | [ 64 ]        |
| 2016 | Г'юго                                        | Доктор Хто: «Посланець небес»                            | Найкраща драма, мала форма                                                                                        | Номінація | [ 65 ]        |
| 2016 | Прайм-тайм премія «Еммі»                     | Шерлок: «Огидна наречена»                                | Видатний телефільм                                                                                                | Перемога  | [ 66 ]        |
| 2017 | Г'юго                                        | «Доктор Хто»: «Повернення доктора Містеріо»              | Найкраща драма, мала форма                                                                                        | Номінація | [ 67 ]        |